# Dorfkirche Niendorf (Ihlow)

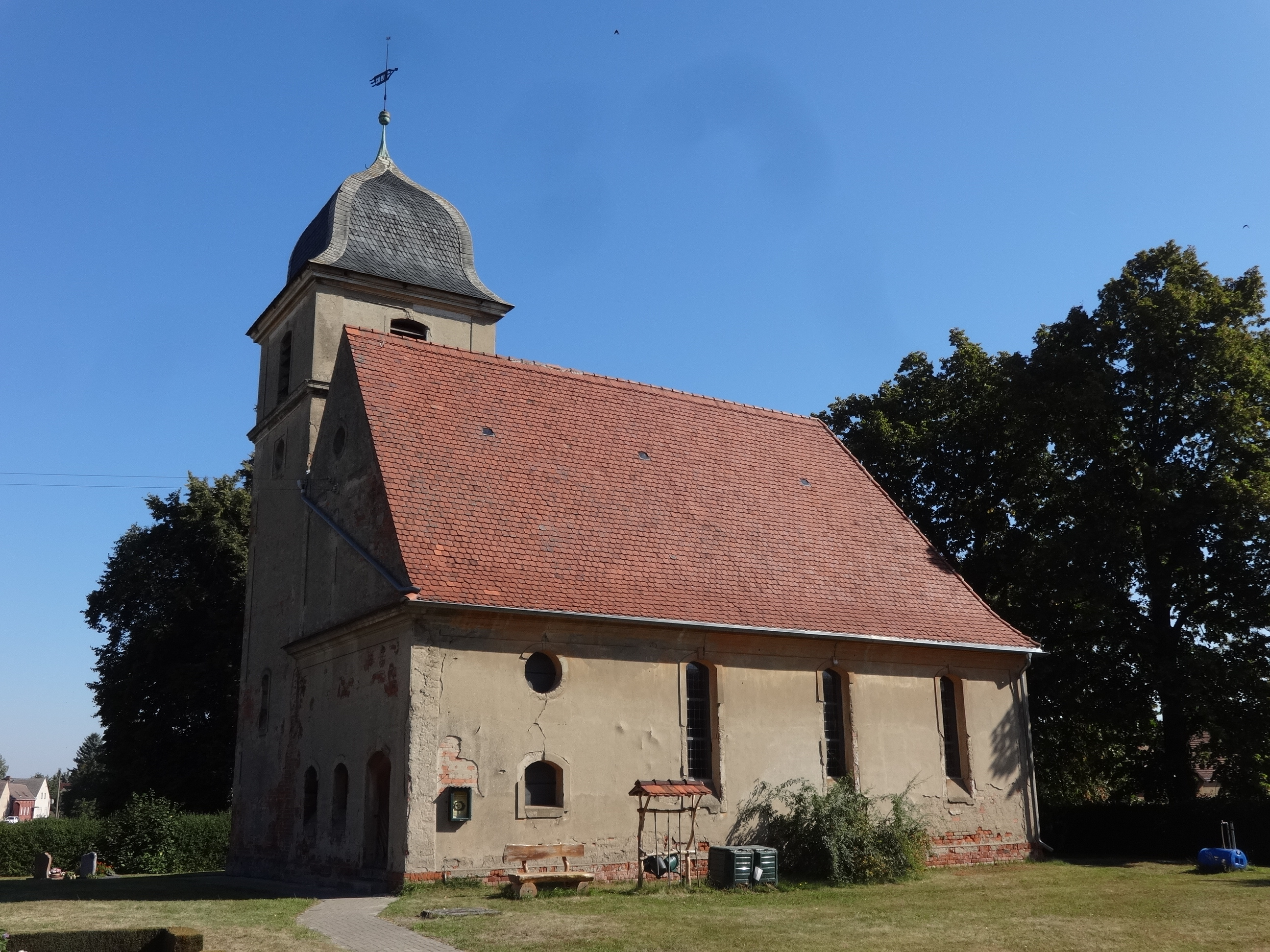
Dorfkirche Niendorf

Die evangelische Dorfkirche Niendorf ist eine Saalkirche aus dem 18. Jahrhundert in Niendorf, einem Ortsteil der Gemeinde Ihlow im Landkreis Teltow-Fläming in Brandenburg. Sie gehört zur Kirchengemeinde Illmersdorf im Kirchenkreis Zossen-Fläming der Evangelischen Kirche Berlin-Brandenburg-schlesische Oberlausitz.

## Geschichte
Im 18. Jahrhundert stand im Ort eine Fachwerkkirche, die mittlerweile baufällig geworden war. Sie wurde „nebst Thurm ist Juli 1908 für 500 M auf Abbruch verkauft und abgerissen“. Die Gemeinde beauftragte daraufhin den Maurermeister Richard Patyke aus Dahme/Mark mit einem Neubau. Dabei entstand auch der Kirchturm, der – verglichen mit ähnlichen Bauwerken der Region – ungewöhnlich asymmetrisch im Westen der Nordseite angebaut wurde. Die Ausmalung erfolgte durch den Kunstmaler Fey aus Friedenau. Am 28. August 1909 fand unter der Leitung des Generalsuperintendenten Köhler die Kirchweihe statt.
Im 21. Jahrhundert ist das Bauwerk stark sanierungsbedürftig. Der Förderkreis Alte Kirchen Berlin-Brandenburg berichtet, dass „eher zufällig“ festgestellt worden sei, dass das Bauwerk der Kommune gehöre. Diese hatte jedoch kein Geld und die Kirchengemeinde kein Interesse an einer Sanierung. Im Jahr 2016 gründete sich ein Förderverein, der die finanziellen Mittel auftrieb, mit dem von Ostern bis Dezember 2021 die Außenhülle saniert werden konnte. In einem zweiten Bauabschnitt sollen der Innenraum sowie die Ausstattung ebenfalls saniert werden.

## Architektur

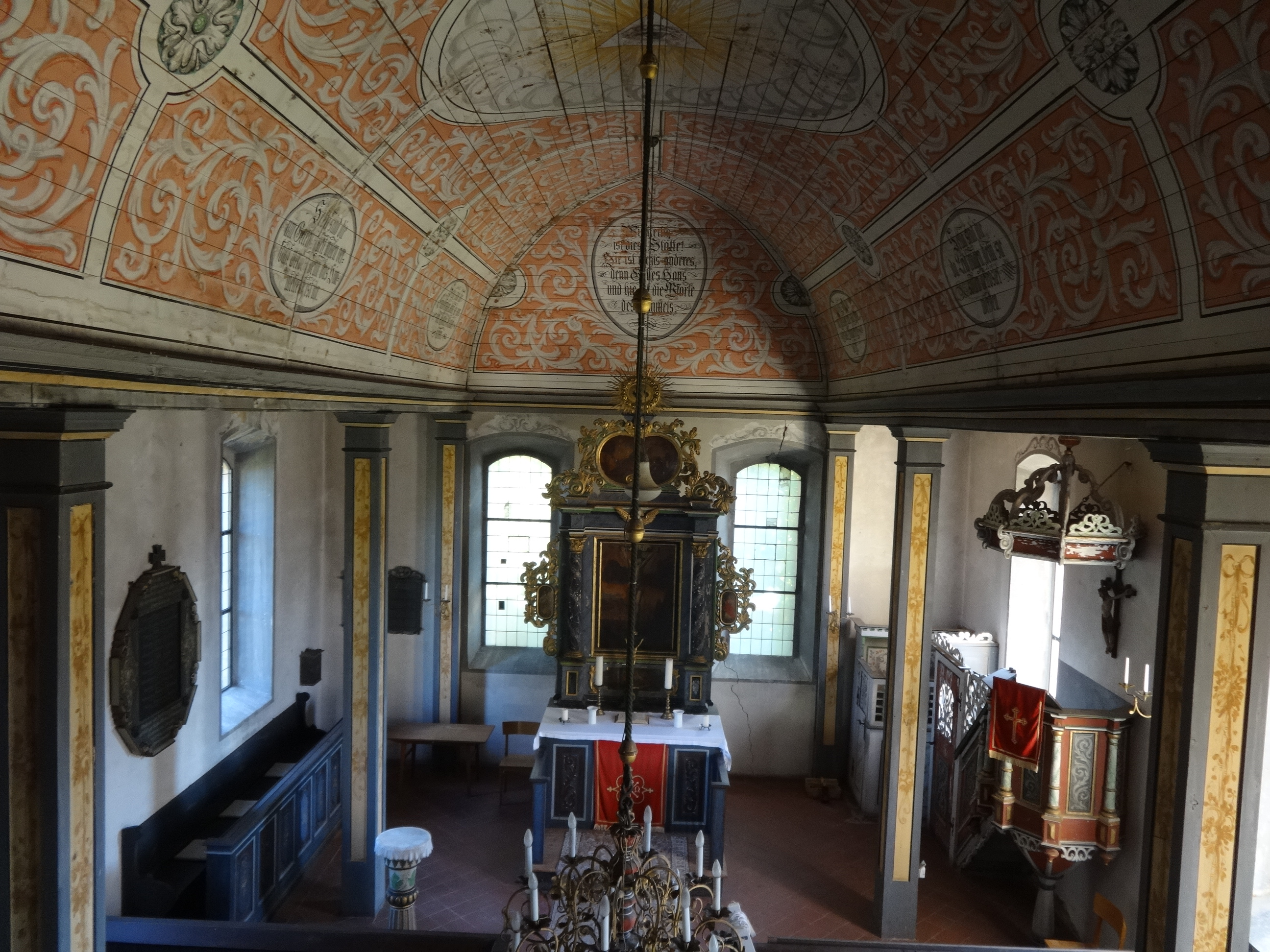
Blick ins Kirchenschiff

Das Bauwerk entstand aus rötlichem Mauerstein, der mit einem hellen Putz versehen wurde. Die Baumeister gliederten die südliche Wand des Kirchenschiffs mit drei gleich hohen, segmentbogenförmigen Fenstern. Ihre Form wurde durch verputzte Faschen betont. Eine vergleichbare Gliederung findet sich auch auf der Nordseite des Kirchenschiffs. In der Höhe des Turms ist ein bienenkorbförmiges Fenster sowie ein darüber liegendes Rundfenster. An der westlichen Seite des Bauwerks dominiert der quadratische Turm an der Nordseite. An ihn schließen sich im Erdgeschoss zwei Fenster sowie ein Portal an. Ein Gesims trennt den ebenfalls verputzten Giebel, in dem sich mittig ein kleines Rundfenster befindet. Der Westturm wird, wie auch der übrige Baukörper, durch Lisenen betont. Das obere Turmgeschoss ist durch ein weiteres Gesims vom übrigen Turm abgetrennt. Unterhalb sind die Öffnungen für eine Turmuhr erkennbar, die im Jahr 2016 jedoch nicht vorhanden ist. Oberhalb befindet sich an jeder der vier Seiten eine große gedrückt-segmentbogenförmige Klangarkade. Während das Kirchenschiff ein Satteldach trägt, das mit rotem Biberschwanz gedeckt ist, wurde der Turm mit einer geschweiften Turmhaube versehen, die mit schwarzem Schiefer verkleidet ist. Sie schließt mit einer Turmkugel und einer Wetterfahne ab.

## Ausstattung

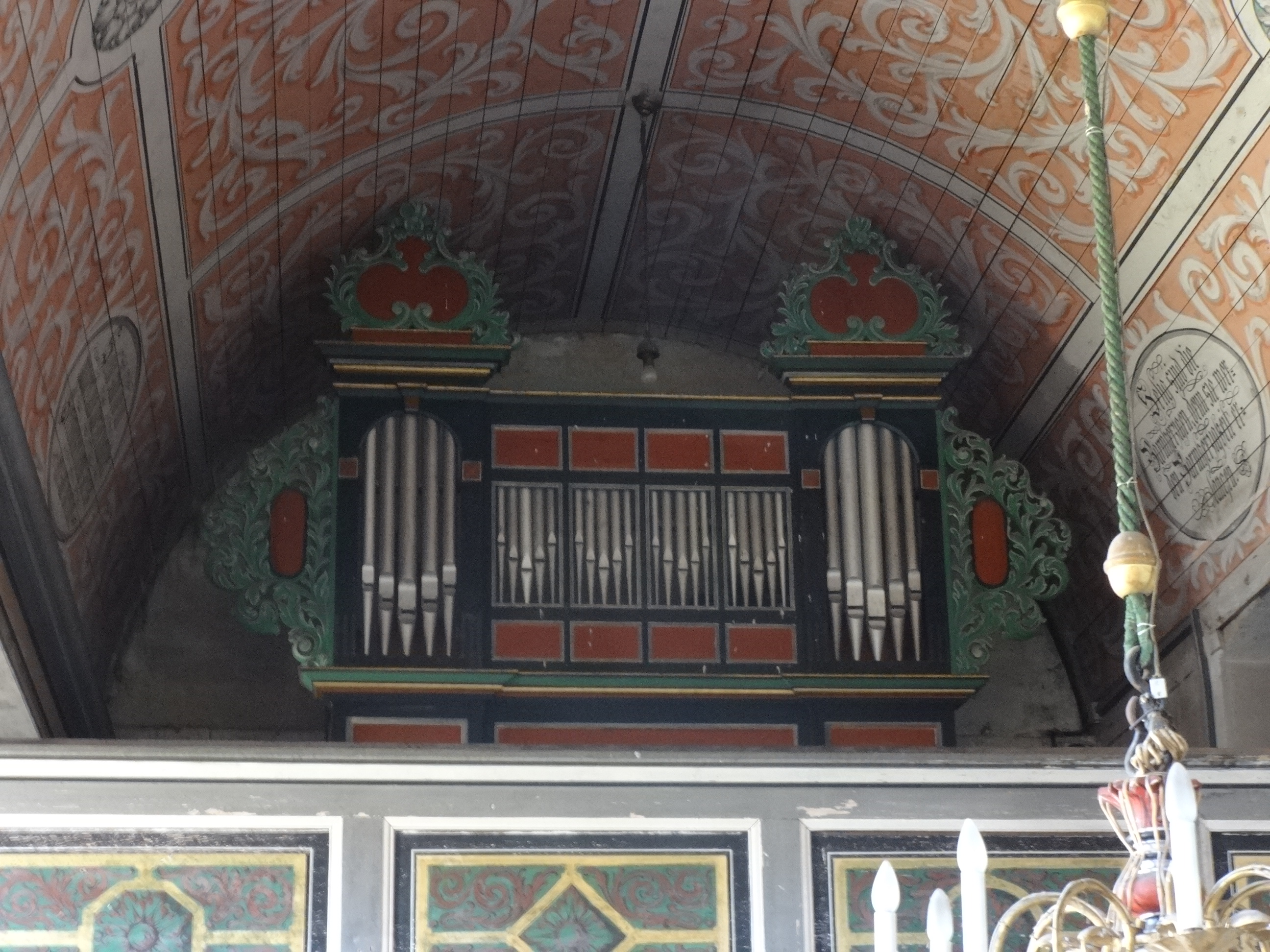
Orgelempore

Das Altarretabel aus dem Vorgängerbau ist reich geschmückt und stammt der ersten Hälfte des 18. Jahrhunderts. Es zeigt in der Predella das Abendmahl Jesu, im Hauptbild zwischen zwei rankenverzierten Säulen die Kreuzigung Christi und darüber oberhalb eines Putto in einer Glorie Christi Himmelfahrt. Aus derselben Epoche stammt die polygonale Kanzel, die mit blau-grau bemalten Ecksäulchen verziert ist. Die Kassetten sind mit Rankenwerk bemalt. Darüber ist ein kronenartiger Schalldeckel. Altaraufsatz und Kanzel stammen aus dem Vorgängerbau wurden im Zuge des Neubaus durch den Tischlermeister Schönicke aus Dahme/Mark an das neue Bauwerk angepasst. Der Innenraum wurde durch Rechteckpfeiler dreischiffig untergliedert. Die Seitenschiffe sind flach gedeckt, das Mittelschiff trägt ein hölzernes Muldengewölbe, das mit floralen, ländlich-barocken Elementen sowie dem Auge Gottes mit einem Strahlenkranz und Wolken reich verziert wurde. Umrahmt werden diese Elemente mit Spruchkartuschen, die Seligpreisungen aus der Bergpredigt zitieren. An der nördlichen Innenseite des Kirchenschiffs erinnert eine Gedenktafel an die Gefallenen aus dem Ersten Weltkrieg. Auf der Westempore befindet sich eine Orgel.